# قباطنة شجعان (فلم)
قباطنة شجعان (بالإنجليزية: Captains Courageous) هو فيلم مغامرات تم إنتاجه في الولايات المتحدة وصدر في سنة 1937.

## بطولة
- سبينسر تريسي

### ترشيحات وجوائز
| السنة | الحدث | الفئة            | النتيجة  |
| ----- | ----- | ---------------- | -------- |
|       |       | أوسكار أحسن ممثل | فـــــوز |

## وصلات خارجية
- مقالات تستعمل روابط فنية بلا صلة مع ويكي بيانات